# Arsenal Spandau

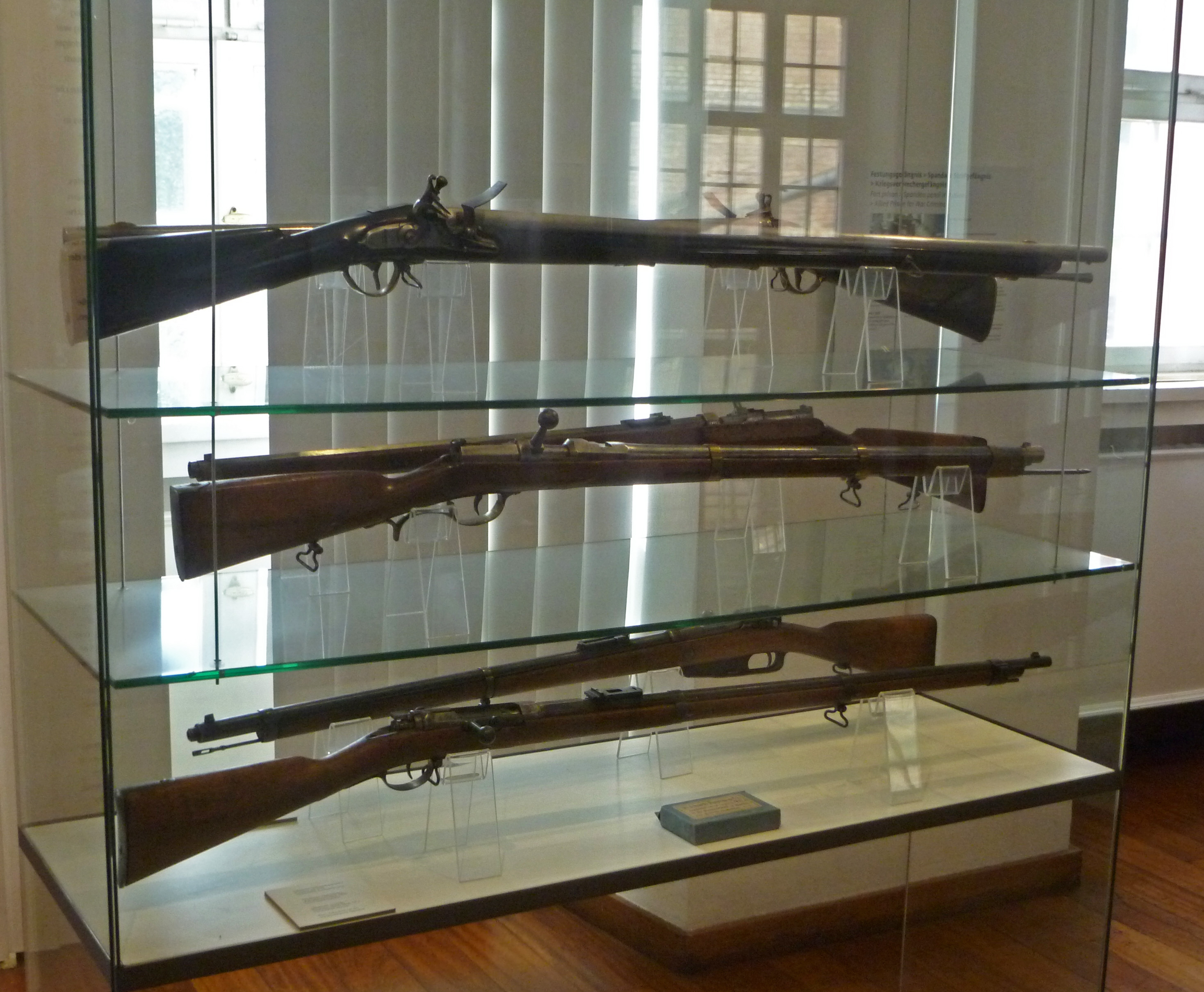
Rifles históricos alemães em exibição no museu da Cidadela de Spandau

O Arsenal Spandau, foi o centro de desenvolvimento de armas leves militares para a Alemanha Imperial desde a Revolução Industrial até 1919. Foi no Arsenal Spandau que foram projetadas e testadas armas de infantaria aprimoradas.

## Histórico
A "Königliche Preußische Gewehrfabrique" ("Fábrica real de rifles da Prússia"), foi fundada em Potsdam, às margens do rio Havel em 1722 por Frederico Guilherme I da Prússia. A instalação foi alugada para fabricantes privados até que o maquinário fosse movido rio acima para a confluência com o rio Spree, no bairro mais ocidental de Spandau já nas vizinhanças de Berlim, por volta de 1850. As primeiras operações de arsenal foram feitas a Leste da Cidadela de Spandau, mas o arsenal posteriormente se expandiu para uma fortaleza renascentista. O Arsenal Spandau se tornou o foco da produção de armas pequenas do governo durante a Segunda Revolução Industrial até que o arsenal foi desmilitarizado pelo Tratado de Versalhes em 1919. Após a desmilitarização, a maquinaria do arsenal foi usada para a fabricação de bens civis pelo conglomerado estatal Deutsche Werke AG. Na década de 1930, o arsenal se tornou um laboratório para o desenvolvimento de inseticidas organofosforados. A cidadela se tornou um museu após a Segunda Guerra Mundial.

## Armas de fogo produzidas
- Mosquete Potzdam
- Fuzil Dreyse
- Mauser Model 1871 (fuzil)
- Gewehr 1888 (fuzil)
- Gewehr 1898 (fuzil)
- Pistola Luger P08
- Metralhadora MG 08